# Bucle (matemática)
En matemáticas, un bucle o lazo es una estructura algebraica consistente en un conjunto dotado de una ley de composición interna con elemento neutro y donde todo elemento tiene elementos simétricos a izquierda y a derecha. Un bucle es, pues, un magma con divisibilidad y elemento neutro.
En otras palabras, un bucle es un par {\displaystyle (Q,\star )} dado por un conjunto {\displaystyle Q} con un producto binario interno {\displaystyle \star } que satisface las siguientes propiedades:
1. Existe {\displaystyle e\in Q}  tal que {\displaystyle \ x\star e=e\star x=x} para todo {\displaystyle x\in Q} (elemento neutro). Nótese que el elemento neutro es único y bilátero.
2. Para todo par de elementos {\displaystyle a,b\in Q} existen únicos {\displaystyle x,y\in Q} tales que {\displaystyle x\star a=b=a\star y}. Suelen denotarse mediante {\displaystyle x=b\ /\ a}  y  {\displaystyle y=a\setminus b}.

En consecuencia, para cualquier elemento existen elementos inversos a izquierda y a derecha, y estos son únicos, aunque el inverso a izquierda no tiene por qué coincidir con el inverso a derecha. Un bucle que es asociativo es un grupo (y en este caso particular, los inversos a izquierda coinciden con los inversos a derecha). 